# 福尔默里
福尔默里（法語：Formerie，法語發音：[fɔʁməʁi]）是法国瓦兹省的一个市镇，位于该省西部，和滨海塞纳省接壤，属于博韦区。2019年，市镇布塔旺并入福尔默里。

## 地理
福尔默里（49°39'2"N, 1°43'47"E）面积12.82 平方千米，位于法国上法蘭西大區瓦兹省，该省份为法国北部内陆省份，北起索姆省，西接厄尔省和滨海塞纳省，南至塞纳-马恩省和瓦兹河谷省，东临埃纳省。
与福尔默里接壤的市镇（或旧市镇、城区）包括：布拉尔日、布夫雷斯、蒙索拉拜、圣阿尔努、米罗蒙、康波、泰兰河畔卡尼、格吕梅尼勒、欧库尔、克里基耶、拉努瓦屈耶尔。
福尔默里的时区为UTC+01:00、UTC+02:00（夏令时）。

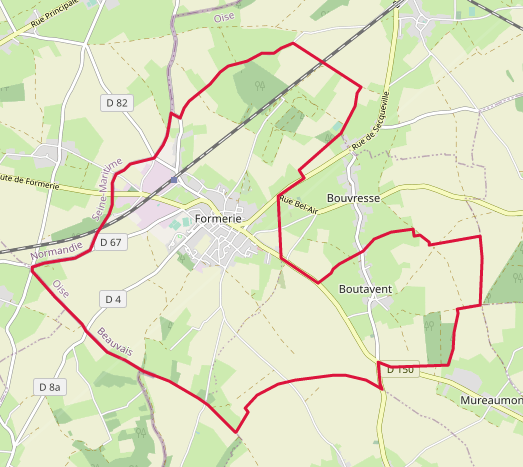
福尔默里的OSM定位图

## 行政
福尔默里的邮政编码为60220，INSEE市镇编码为60245。

## 政治
福尔默里所属的省级选区为格朗维利耶县。

## 人口

1962-2008年间福尔默里人口变化图示

福尔默里于2022年1月1日时的人口数量为2101人。